# Маси Ока
Масайори „Маси“ Ока (роден на 27 декември 1974 г.) е японски актьор и специалист по визуални ефекти. Известен е с ролите си на Хиро Накамура и Макс Бъргман съответно в сериалите „Герои“ и „Хавай 5-0“.